# Abrazo de Vergara

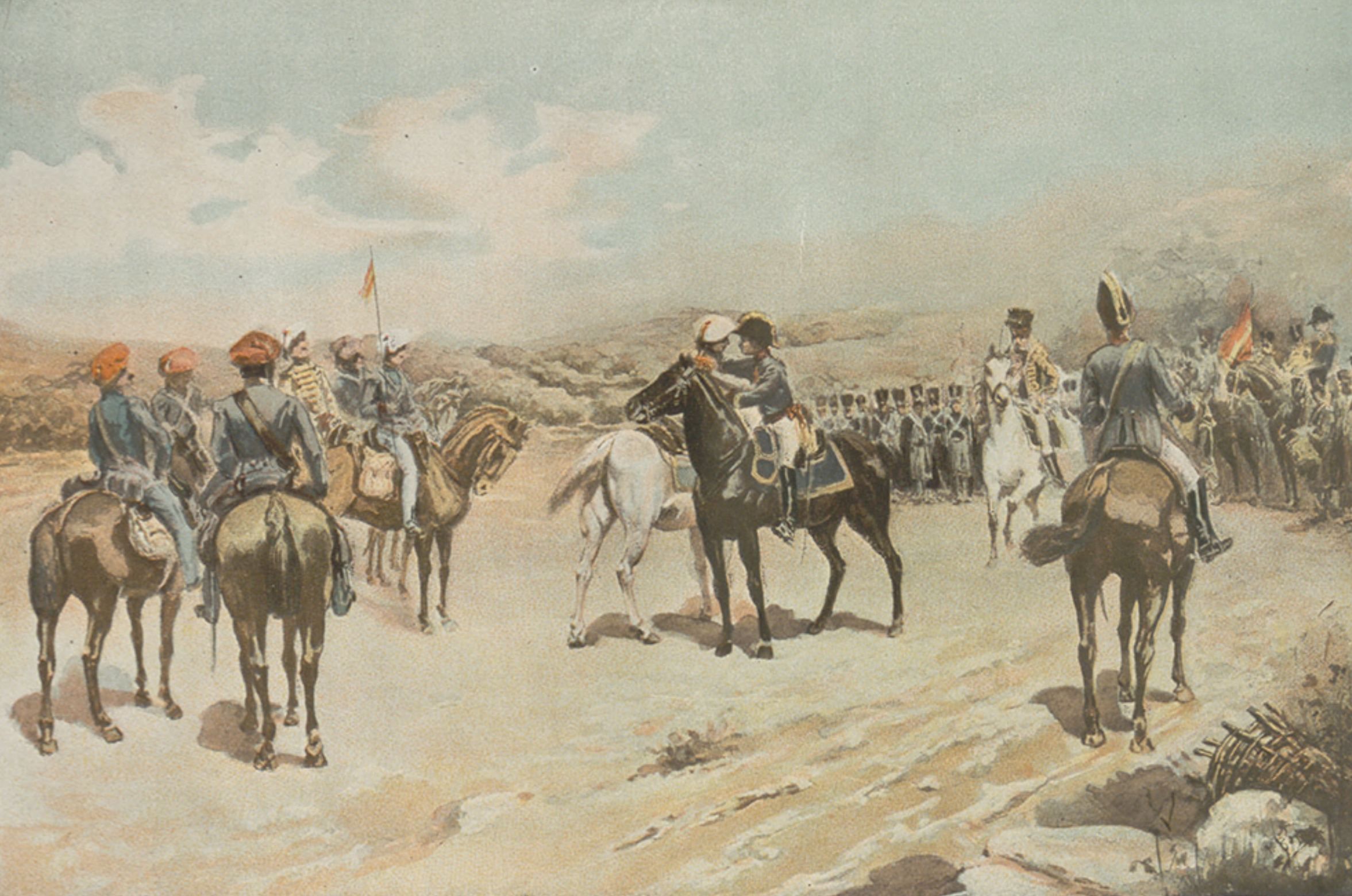
Abrazo de Vergara

El Convenio de Vergara, conocido popularmente como Abrazo de Vergara fue un tratado que se firmó en Oñate (Guipúzcoa) el 31 de agosto de 1839 entre el general isabelino Espartero  y trece representantes del general carlista Maroto y que dio fin a la primera guerra carlista en el norte de España. El convenio quedó confirmado con el abrazo que se dieron Espartero y Maroto, este mismo día, ante las tropas de ambos ejércitos reunidas en las campas de Vergara, razón de su nombre popular.
Firmado tras complicadas negociaciones. Espartero representaba al bando isabelino o liberal, partidario de Isabel II, y Maroto al bando carlista, partidario del pretendiente don Carlos, hermano del padre de Isabel, Fernando VII. Fue decisiva la mediación del almirante John Hay, jefe de la escuadra de observación británica con base en Bilbao, y que ya desde 1837 había comenzado a sondear a los generales de ambos bandos para hacer fructificar la finalización de la guerra.

## Situación político-militar previa al Convenio en el territorio ocupado por el ejército carlista del Norte

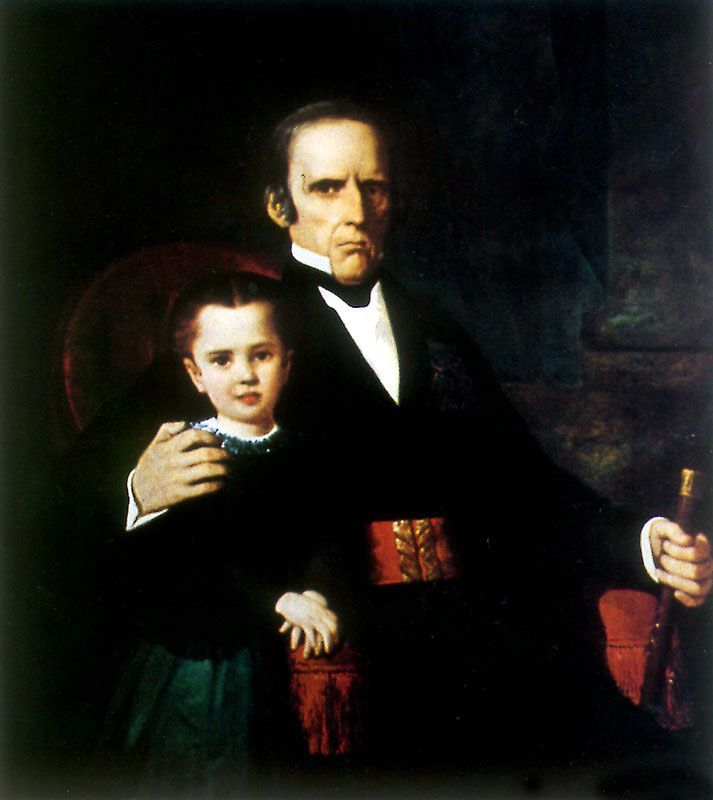
General Maroto.

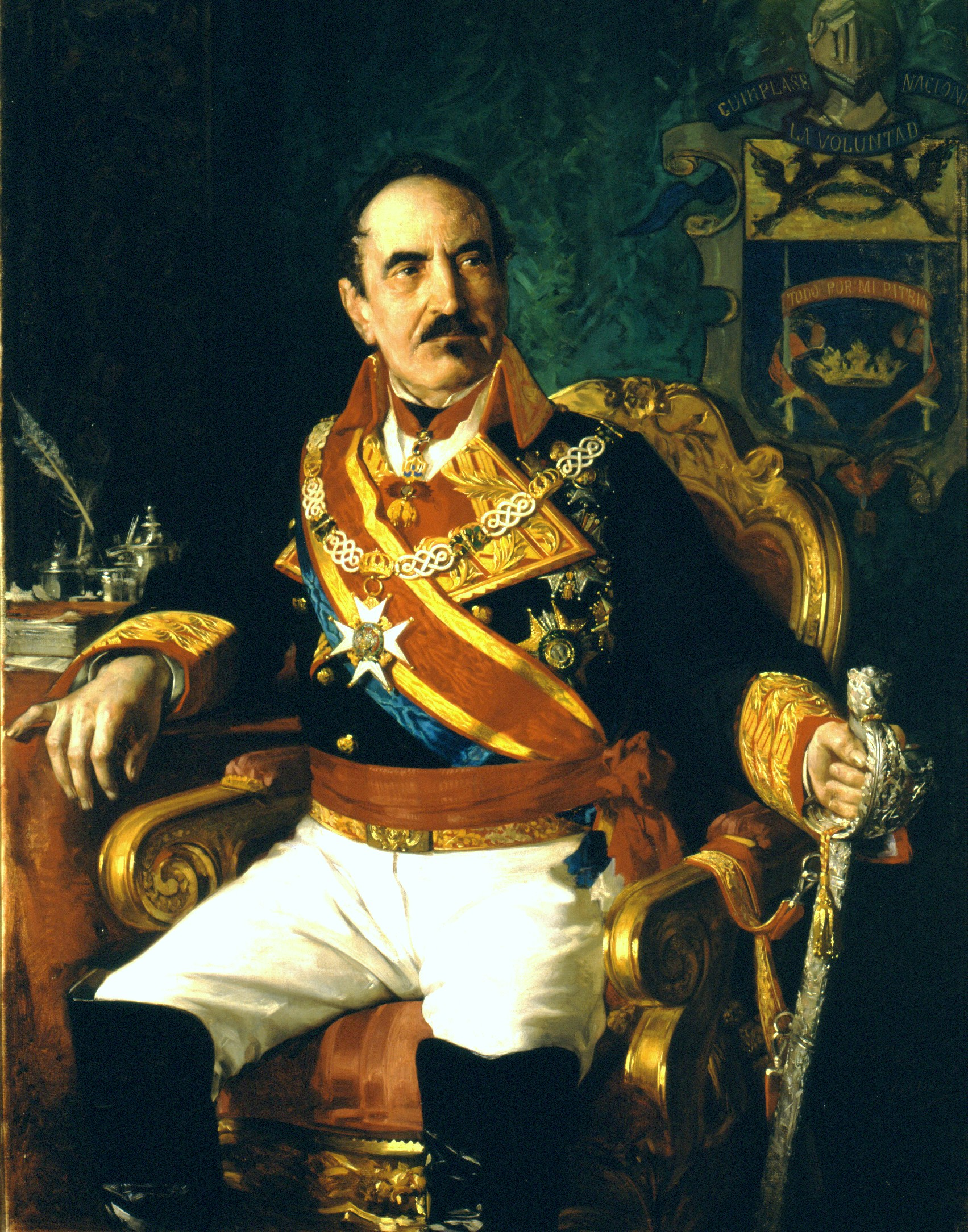
General Espartero.

Desde que empezó la guerra, los carlistas de cada provincia vasca y de Navarra mantenían su propia administración provincial tanto civil como militar. El hecho negativo de la falta de coordinación de estas administraciones quedaba incrementado con el gobierno de la corte del Pretendiente y el problemático mantenimiento de la tropa formada por los batallones de Castilla. Como muestra del daño que esta división de administraciones producía, cabe citar la orden dada por el gobierno de la Corte a las administraciones de las cuatro provincias con ocasión de la Expedición Real de facilitar cada una de ellas 200 cargas de munición que se habían de presentar en 200 mulas guiadas por dos muleros cada una, y la contestación de la administración guipuzcoana que decía que no tenía problema para facilitar las 200 cargas de munición, pero sí lo tenía con las mulas y muleros debido a que estas especies no se criaban en Guipúzcoa.
La anómala situación político-militar carlista en la primavera de 1839 hace preciso examinar cada una de las provincias, el carácter de la Corte y la circunstancia de los batallones de Castilla acuartelados en estas provincias, para comprender los hechos que propiciaron el Convenio.

### Navarra
Los carlistas navarros dominaban en 1840 el mismo territorio que había llegado a conquistar Zumalacárregui en mayo de 1835, solo incrementado por la franja de terreno comprendida por Los Arcos–Carasol de Montejurra y Tierra de Estella, terreno cedido voluntariamente por los isabelinos al establecer Córdova la línea de bloqueo en el año 1836. El único intento importante de ampliar su territorio fracasó en Sesma en diciembre de 1838, perdiendo en la acción al famoso 4.º batallón de Navarra, apodado Hierbabuena. El desastre aún hoy se recuerda con una jota navarra que dice «...no te bajes a la Ribera, no te vaya a suceder como a los del Hierbabuena...».
El territorio carlista ocupado en Navarra no superaba el 20 % de la provincia y en él habitaba solo un 5 % de la población navarra. Finalizando la primavera de 1839, tropas isabelinas habían comenzado a incendiar los campos de cereal del Carasol de Montejurra, el principal granero carlista.

## Lo convenido
Resumen:

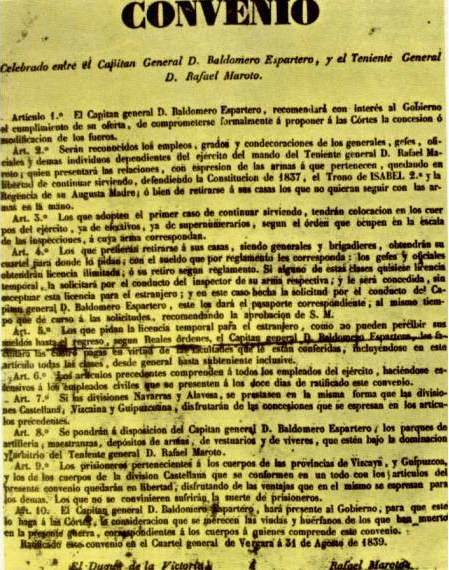
Pasquín con el texto del Convenio de Vergara.

- Artículo 1.º — Espartero recomendaría al gobierno proponer a las Cortes la concesión o modificación de los fueros.
- Arts. 2.º, 3.º, 4.º, 5.º y 6.º — Los empleos, grados y condecoraciones carlistas serían reconocidos, pudiendo seguir sirviendo los oficiales a Isabel II acatando la Constitución de 1837 o bien solicitar el retiro o la licencia temporal. Recibirían los sueldos que correspondían por reglamento. Los que marchaban a vivir al extranjero, recibirían 4 pagas por adelantado y las restantes al volver a España. Todo esto se hacía igualmente extensivo a los empleados civiles del ejército carlista.
- Art. 7.º — Lo acordado se aplicaría a los integrantes de las divisiones de Navarra y Álava si estaban dispuestos a aceptar lo convenido.
- Art. 8.º — Los carlistas debían entregar armas, vestuarios y víveres a Espartero.
- Art. 9.º — Los prisioneros de los cuerpos de Vizcaya y Guipúzcoa, así como los de la división castellana que aceptasen el convenio, quedarían en libertad, reconociéndoles todo lo acordado en los artículos citados.
- Art. 10.º — Espartero se comprometía a solicitar al gobierno —para que este lo hiciese extensivo a las Cortes— atender a las viudas y huérfanos de carlistas muertos en la guerra.

## El abrazo

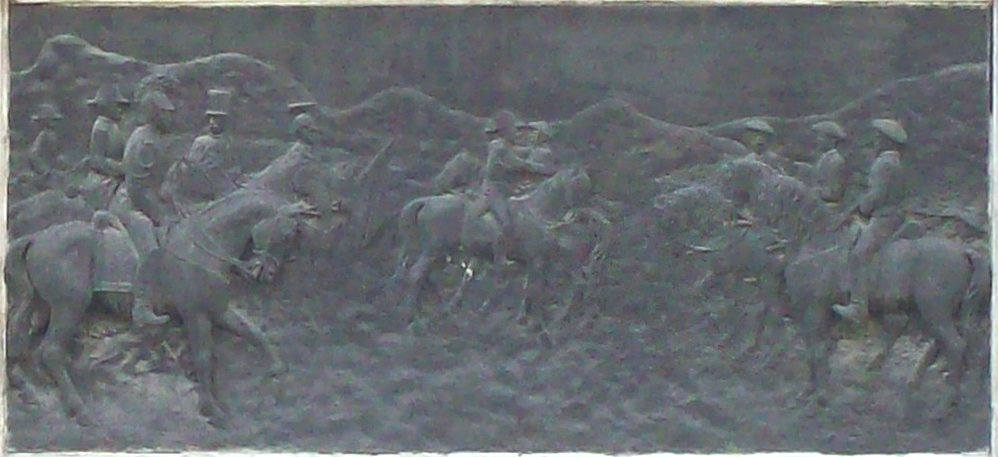
El abrazo de Vergara, relieve del Monumento a Espartero de Madrid (Pablo Gibert, 1886).

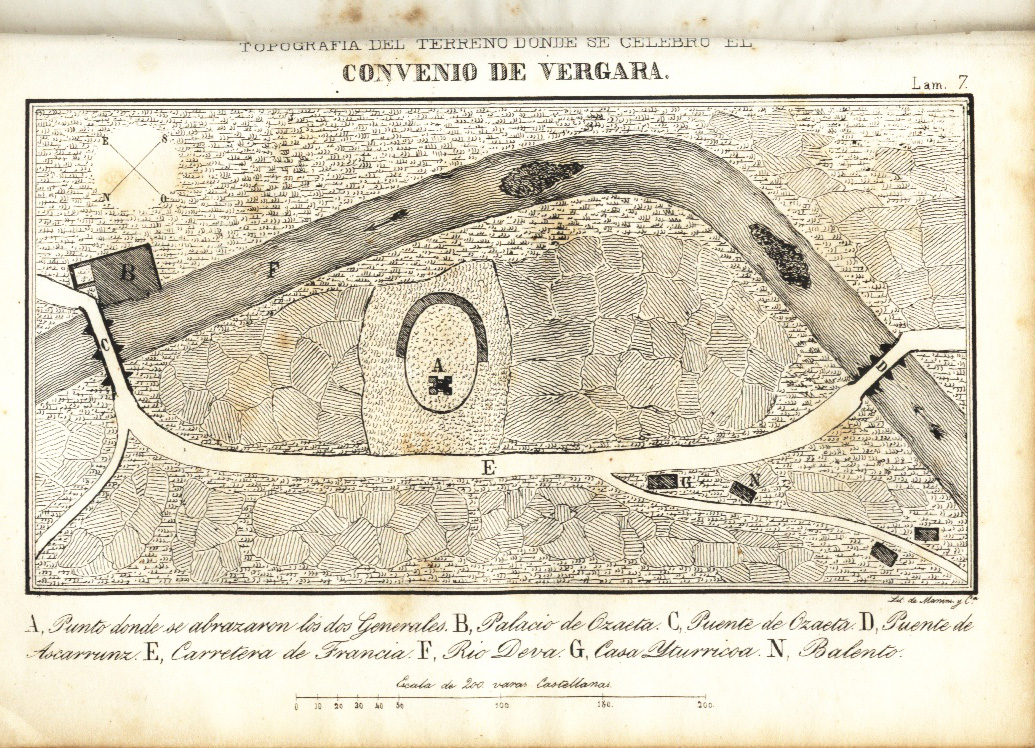
Topografía del terreno donde se celebró el Abrazo de Vergara.

En las campas de Vergara se reunieron los dos ejércitos formados para realizar el acto final de la guerra en el norte. De los carlistas estaban presentes batallones de Vizcaya, Guipúzcoa y Castilla. Cuenta Maroto: 

... pusieron luego sus armas en pabellones, se mezclaron libre y alegremente las tropas y quedó sellada la paz con el mayor contento y armonía... ¡Soldados nunca humillados ni vencidos, depusieron sus temibles armas ante las aras de la patria; cual tributo de paz olvidaron sus rencores y el abrazo de fraternidad sublimó tan heroica acción... tan español proceder!

## Descontento carlista
Una parte importante de la oficialidad y del clero carlista no aceptó el convenio y marchó junto con el pretendiente al exilio a Francia. Para estos sectores, el acuerdo entre Maroto y Espartero sería conocido como la Traición de Vergara.

## Espartero
Por su labor en la finalización de la guerra, Espartero recibió el título de Príncipe de Vergara (antes había recibido el de conde de Luchana y duque de la Victoria, por sus victorias en la batalla del puente de Luchana, que puso fin al cerco de Bilbao, y en la batalla de Ramales).